# صالح بن موسى بن إسحاق بن طلحة بن عبيد الله
صالح بن موسى بن إسحاق بن طلحة بن عبيد الله، راوي حديث نبوي ضعفه علماء الجرح والتعديل وتركوا حديثه.

## روايته للحديث النبوي
- روى عن: أبي حازم سلمة بن دينار المدني، وسليمان الأعمش، وسهيل بن أبي صالح، وشريك بن عبد الله بن أبي نمر، والصلت بن دينار أبي شعيب المجنون، وعاصم بن أبي النجود، وعبد الله بن حسن بن حسن، وعبد العزيز بن رفيع، وعبد الملك بن عمير، وعمه معاوية بن إسحاق بن طلحة بن عبيد الله، ومنصور بن المعتمر، وأبيه موسى بن إسحاق بن طلحة بن عبيد الله، وهشام بن عروة.[1]
- روى عنه: أحمد بن عبد الله بن يونس، وأفلح بن محمد بن زرعة السلمي، وبشر بن آدم البغدادي الضرير، وبشر بن هلال الصواف، وداود بن عمرو الضبي، وأبو ثوبة الربيع بن نافع الحلبي، وزيد بن الهيثم الأنطاكي، وعبد الله بن عمر بن أبان الجعفي، وأبو يحيى عبد الحميد بن عبد الرحمن الحماني، وعبد الكبير بن المعافى بن عمران الموصلي، وقتيبة بن سعيد، ومحمد بن عبيد المحاربي، ومعلى بن منصور الرازي، ومنجاب بن الحارث، ويحيى بن المغيرة الرازي.[1]
- الجرح والتعديل: قال عباس الدوري، عن يحيى بن معين: ليس بشيء. وقال إبراهيم بن يعقوب الجوزجاني: ضعيف الحديث، على حسنه. وقال عبد الرحمن بن أبي حاتم: سألت أبي عنه فقال: ضعيف الحديث، منكر الحديث جدًا، كثير المناكير عن الثقات، قلت: يكتب حديثه؟ قال: ليس يعجبني حديثه. وقال البخاري: منكر الحديث عن سهيل بن أبي صالح. وقال النسائي: لا يكتب حديثه، ضعيف. وقال أبو أحمد بن عدي الجرجاني: «عامة ما يرويه لا يتابعه عليه أحد. وهو عندي ممن لا يتعمد الكذب، ولكن يشبه عليه ويخطئ، وأكثر ما يرويه في جده من الفضائل، ما لا يتابعه عليه أحد». روى له الترمذي حديثا، وابن ماجه آخر،[1][2]